# Reservelæge
En reservelæge er en læge, der endnu ikke er speciallæge, og som er ansat i en midlertidig eller videreuddannelsesstilling på et hospital. Begrebet dækker over flere niveauer af lægelig ansættelse – fx basislæge, introduktionslæge og 1. reservelæge – afhængigt af uddannelsestrin.
Reservelæger deltager i det kliniske arbejde under supervision og kan have opgaver inden for diagnostik, patientbehandling, vagttjeneste og journalskrivning. De udgør en stor del af det lægelige personale i det danske sundhedsvæsen og er en integreret del af lægers videreuddannelsesforløb.